# Дерогація
Дерогація (з англ. Derogation)- ситуація за якої закон, постанова, або рішення скасовується частково. Є юридичним терміном, що означає часткове анулювання певного закону. Використовується як в цивільному та канонічному праві.
В актах, які стосуються законодавства Європейського Союзу, термін «дерогація» використовується в тих випадках, коли держава-член затримала реалізацію елементів законодавства ЄС в їх власній правовій системі, враховуючи те, що для цього є узгоджені терміни. Або у випадках, коли держава-член вирішує не застосовувати особливе положення певної угоди чи закону, в таких випадках як надзвичайні ситуації та форс-мажорні обставини.